# Comparettia langlassei
Comparettia langlassei är en orkidéart som först beskrevs av Rudolf Schlechter, och fick sitt nu gällande namn av Mark W. Chase och Norris Hagan Williams. Comparettia langlassei ingår i släktet Comparettia, och familjen orkidéer. Inga underarter finns listade i Catalogue of Life.